# Dromia erythropus
Dromia erythropus is een krabbensoort uit de familie van de Dromiidae. De wetenschappelijke naam van de soort is voor het eerst geldig gepubliceerd in 1771 door Edwards.